# Королівські Повітряні сили Камбоджі
Королівські повітряні сили Камбоджі (кхмер. កងទ័ពជើងអាកាស, Kangtoap Cheung Akas) (КПСК) — частина Королівських збройних сил Камбоджі, яка відповідає за експлуатацію всіх військових літаків у Камбоджі. Королівські повітряні сили знаходиться під юрисдикцією Міністерства національної оборони 

## Організація
Королівськими КПСК  командує генерал-лейтенант Сунг Самнанг, який має чотирьох заступників. Самі КПСК знаходяться під юрисдикцією Міністерства національної оборони.
Штаб-квартира КПСК розташована в міжнародному аеропорту Пномпеня та все ще є позначеною авіабазою Почентон. Єдині діючі літаки на авіабазі Почентон належать до VIP-ескадрильї. Технічне обслуговування літаків і гелікоптерів також здійснюється в Почентон. Літопридатні вертольоти Z-9 і Мі-17 з вертолітної ескадрильї базуються в міжнародному аеропорту Пномпеня та міжнародному аеропорту Сіємреапа.